# Ліубкова
Ліубкова (рум. Liubcova) — село у повіті Караш-Северін в Румунії. Входить до складу комуни Берзаска.
Село розташоване на відстані 334 км на захід від Бухареста, 71 км на південь від Решиці, 133 км на південний схід від Тімішоари.

## Населення
За даними перепису населення 2002 року у селі проживали 1258 осіб.
Національний склад населення села:
| Національність | Кількість осіб | Відсоток |
| -------------- | -------------- | -------- |
| румуни         | 764            | 60,7%    |
| серби          | 323            | 25,7%    |
| цигани         | 109            | 8,7%     |
| чехи           | 55             | 4,4%     |

Рідною мовою назвали:
| Мова      | Кількість осіб | Відсоток |
| --------- | -------------- | -------- |
| румунська | 983            | 78,1%    |
| сербська  | 225            | 17,9%    |
| циганська | 28             | 2,2%     |
| чеська    | 16             | 1,3%     |